# ハポニョール
ハポニョール（スペイン語: japoñol）は、中南米の日系人の多い国で日系人の間で用いられる日本語からスペイン語に借用された語彙。中南米は特に沖縄出身の移民が多いので、沖縄方言に由来する語彙も多い。100語前後存在するとされている。

## 語彙

### 名詞
- uchinamoya（ウチナーモヤ） - カチャーシー（沖縄の踊り）。また、その曲。＜沖縄方言「ウチナー(沖縄)」＋「モーヤー(舞い)」
- zanguió - 残業。・・・残業をするのはほとんど日系人だという。現地人はおおらかなラテン気質から、仕事を先延ばししても平気という風潮が色濃く存在する。中南米スペイン語では z は s と同じ発音だが、この場合は濁って「ザンギョー」と発音。
- dekasegui - 出稼ぎ。「se」にストレスがあり、「デカセーギ」のように発音される。中南米への移民の多くは出稼ぎが目的であった。現在、出稼ぎで来日する中南米の日系人が増えている。

### 動詞
動詞はスペイン語として使えるように形を変える。日本語の動詞に「…て」を接続した形にしたうえで、-ar を付加し、規則動詞とする。
- gambatear（ガンバテアール） - 頑張る。…ディアマンテスの曲「Gambateando（ガンバッテヤンド）」は現在分詞形。
- 現在形の活用: Yo gambateo, tú gambateas, él/ella gambatea, nosotros gambateamos, ellos/ellas/ustedes gambatean
- yametear（ヤメテアール） - 辞める。…しばしばgambatearに対して使われ、「がんばっていたのをやめてやる」というニュアンス。
- kimetear（キメテアール） - 決める。

### その他
- karí（カリー） - 乾杯！＜沖縄方言「嘉例（カリー）」